# Women's Royal Voluntary Service

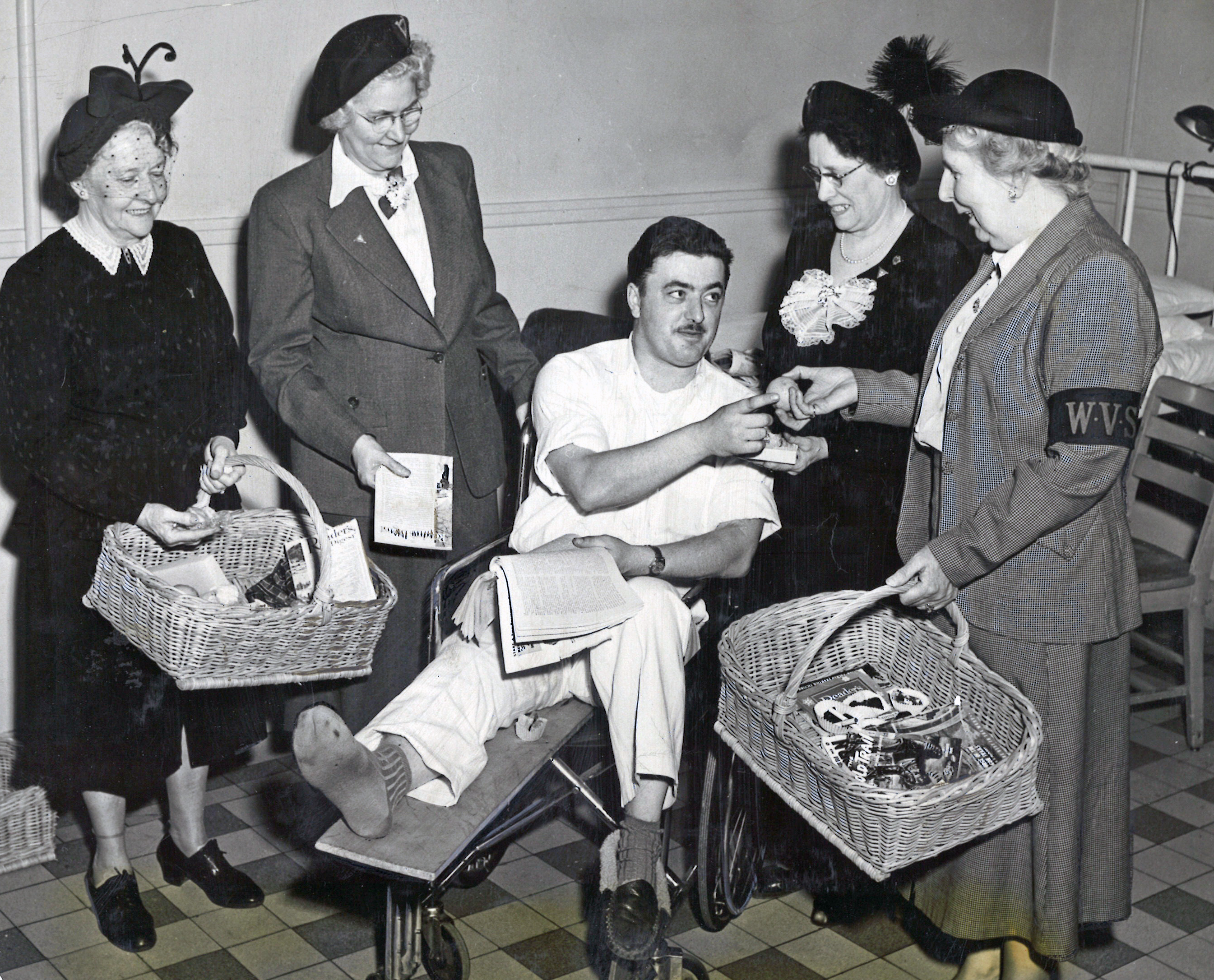
Membres du Women's Volunteer Service dans les années 1950.

Le WRVS (anciennement Women’s Royal Voluntary Service, Service volontaire royal féminin, connu jusqu'en 1966 sous le nom de Women's Voluntary Service, Service volontaire féminin) est un organisme bénévole dont l'objectif est d'aider les gens dans le besoin en Angleterre, en Écosse et au Pays de Galles.
Elle a été fondée sous le nom de Women's Voluntary Service en 1938 par Stella Isaacs, marquise de Reading comme une organisation féminine britannique d'aide aux civils.

## Objectif
Le 16 mai 1938, le gouvernement britannique a énoncé les objectifs du Women's Voluntary Service pour la défense civile:
Il a été vu « comme l'enrôlement des femmes dans l'Air Raid Precaution Services, pour aider à faire comprendre à tous les ménages ce qui peut signifier une attaque aérienne, et de faire connaître à tous les ménages [dans le pays] ce qu'ils peuvent faire pour se protéger eux-mêmes et protéger la communauté. »"
D'après le secrétaire d'État à l'Intérieur de l'époque, Sir Samuel Hoare, "en ce qui concerne leurs fonctions de défense civile, le ministre ce qui concerne le Service volontaire féminin comme occupant ... bien la même relation que les services auxiliaires féminins vis-à-vis des forces armées de la Couronne. "

## Structure
Le WVS est une organisation bénévole, si bien que personne n'avait de rang spécifique à un niveau local. Si quelqu'un avait un rôle de chef de groupe pendant une semaine pour une certaine tâche, elle pouvait être un simple membre d'une équipe avec un autre chef de groupe la semaine suivante, mais pour une autre tâche. Le WVS étant un organisme bénévole, elles n'avaient pas l'obligation de porter un uniforme. Le WVS était dotée d'un uniforme, conçu par Norman Hartnell, le couturier de la reine, mais il n'était pas obligatoire. De nombreux membres du WVS allaient à leur travail en arborant tout simplement un badge WVS sur leurs revers.
Le travail du WVS a couvert un très large spectre. Lady Reading avait une philosophie simple pour le WVS - si un travail devait être fait, il était fait. À titre d'exemple, le WVS organisait des cours de premiers secours dans les villes que l'on croyait être des cibles probables pour la Luftwaffe. Cependant, alors que la WVS organisait ces cours, il ne dispensait pas la formation qui devait être faite par du personnel qualifié.

## Seconde Guerre mondiale

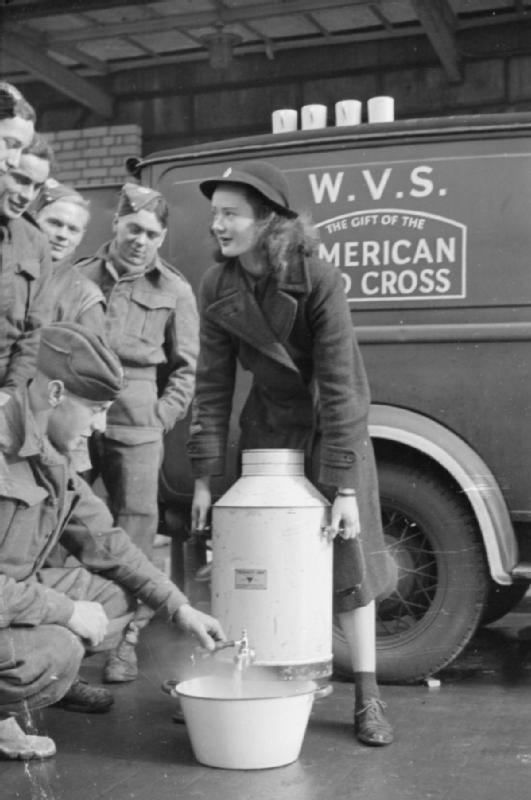
Volontaire du WVS distribuant le thé à des ingénieurs de l'armée britannique à Londres en 1941.

### Évacuation, distribution de vêtements, retour des soldats
Le WVS a joué un rôle clé dans l'évacuation des civils des zones urbaines. Le WVS était chargé d'identifier des zones sures et des cantonnements pour les enfants évacués. Déplacer les enfants hors des villes s'est avéré relativement facile. Les amener à un endroit sûr s'est avéré beaucoup plus difficile. Les trains n'arrivaient pas toujours à la destination prévue ou se présentaient à un point d'accueil de façon inattendue. Le WVS a aidé à déplacer 1,5 million de personnes (la majorité étaient des enfants) en dehors des villes dans les premiers jours de septembre 1939.
Le WVS a également joué un rôle majeur dans la collecte de vêtements pour les nécessiteux. En octobre 1939, Lady Reading a lancé un appel à la radio aux États-Unis sur le besoin de vêtements au Royaume-Uni. Cet appel a permis de collecter de grandes quantités de vêtements (connu sous le nom de "ballots pour la Grande-Bretagne»), expédié en Grande-Bretagne par la Croix-Rouge américaine. Elles ont été distribuées dans les magasins de vêtements d'urgence du WVS.
Quand les troupes rentraient aux ports après l'évacuation de Dunkerque, les membres de la WVS étaient là pour les accueillir et leur distribuer de la nourriture, des boissons et des vêtements chauds. La base du WVS à la gare de Headcorn, dans le Kent était un endroit particulièrement actif pour l'alimentation des soldats de retour avant leur dispersion ; une broche avait été installée afin que la viande puisse être rôtie sur place. Le WVS a également joué un rôle vital durant le Blitz à Londres et dans d'autres villes.

### Le Blitz
Au moment du Blitz, les femmes de la WVS fournissaient de la nourriture et des boissons toute la journée. Alors que les gardes de l'ARP et les pompiers combattaient les incendies, les femmes de la WVS tenaient des cantines mobiles pour les maintenir rafraîchie, se plaçant ainsi en danger physique grave, le risque d'effondrement de bâtiments étant une menace constante. Lorsque les raids étaient terminés, le WVS s'occupait des blessés et de ceux qui avaient perdu leurs maisons. Les dossiers indiquent que le WVS s'est occupé et a aidé plus de 10 000 personnes chaque nuit durant le Blitz.
Comme le Blitz a duré 57 nuits, le WVS aidé au total un grand nombre de gens qui sont allés dans leurs centres de repos. Certaines personnes sont restées juste pour une nuit, nombreux sont restés beaucoup plus longtemps, ce qui a tendu les ressources du WVS à leur limite. À Barnes, un membre du WVS a nourri 1200 victimes des bombardements en une seule journée, cuisinant dans sa propre cuisine.
Il serait difficile d'exagérer l'importance du travail effectué par le WVS durant le Blitz: les centres de repos ont fourni un toit, de la nourriture et, surtout, des installations sanitaires. Mais travailler si près des bombardements a inévitablement conduit à des pertes. 241 membres de la WVS ont été tués pendant le Blitz et beaucoup d'autres ont été blessés. 25 bureaux du WVS ont été détruits.

### Autres activités
Le WVS a commencé à mettre en place des points de recherche, des endroits où les gens venaient se renseigner sur leurs proches qui se trouvaient dans une zone qui avait été bombardée, afin de libérer l'ARP de cette tache et qu'elle puisse travailler avec les pompiers. Le WVS a aidé le Queen's Messenger Food Convoys, qui transportait de le nourriture vers les zones qui en avaient besoin après un bombardement. Les personnes qui ont survécu au bombardement de Coventry ont reçu l'aide de l'un des convois. Au total, 14 000 repas ont été servis.
En 1941, un million de femmes faisaient partie de la WVS. Leur travail ne se relâcha pas après la fin des bombardements de la Luftwaffe. En effet, la bataille de l'Atlantique et ses effets dévastateurs sur les navires marchands (coulés par des sous-marins) ont conduit à des pénuries en Grande-Bretagne. Le WVS fait tout ce qu'il pouvait pour aider à la collecte du matériel nécessaire à l'effort de guerre et aussi pour éduquer les gens à ne pas gaspiller ce qu'ils avaient.
Chaque centre WVS avait son chef des secours et son chef de l'alimentation. Le chef de l'alimentation faisait tout ce qui était nécessaire au niveau local pour aider les autorités dans la tâche complexe du rationnement alimentaire. Des brochures éducatives ont été éditées et des conférences tenues. Le WVS a organisé des campagnes telles que "Salute the Soldier" (Le salut du Soldat), "Wings for Victory" (Les ailes de la victoire), "Spitfire Funds" (Le fonds Spitfire) et "Warship Week"

### Jour J
Dans la préparation du jour J, l'expertise que le WVS avait dans la restauration a été précieuse. Les compétences acquises durant le Blitz ont de nouveau été mises à profit lorsque les fusées V1 et V2 se sont abattues sur Londres. Une fois encore, le WVS a joué un rôle clé dans l'évacuation. Avec le succès du jour J, le WVS s'est déplacé sur le continent pour soutenir les troupes. Le premier WVS à l'étranger a débarqué en Italie à la suite du succès de l'invasion là bas.

### Unités à l'étranger
Des unités du WVS ont également été constituées à l'étranger. Le WVS indien avait 10 000 membres. Le WVS australien a travaillé au Japon occupé et leur travail a consisté à entre autres choses d'aider les habitants d'Hiroshima.

## Après guerre
Après la Seconde Guerre mondiale, le WVS a encore fonctionné, car le rationnement alimentaire était toujours en place. Au vu du travail qu'il avait effectué, le nouveau gouvernement travailliste a financé le WVS avec des fonds du gouvernement central.

### Actuellement
En 1956, la reine Elizabeth II a décidé de devenir patronnesse du WVS et dix ans plus tard, en 1966, elle accorda au WVS l'honneur d'ajouter «Royal» à son titre.
L'organisation a évolué pour aider les personnes isolées et isolées, en particulier les personnes âgées. Ils sont particulièrement bien connu pour leur Popote roulante, qui livre des repas chauds aux personnes confinées chez elles. Leur mission consiste à «aider les gens à préserver leur indépendance et de dignité dans leurs foyers et communautés, en particulier au crépuscule de leur vie."
En 1968, le gouvernement a démantelé le Corps de défense civile, à laquelle le WRVS étaient affiliées. Le WRVS a été enregistrée comme un organisme de bienfaisance le 16 janvier 1968.
Les services qu'ils offrent maintenant sont des services pratiques prodigués avec chaleur à des milliers de personnes âgées et personnes confinées à la maison tous les jours tels que la Popote roulante, Good Neighbours et un service de transport de la communauté.
Le WRVS gère également des magasins et des cafés dans des hôpitaux. Tous les profits sont donnés à l'hôpital pour améliorer les services pour les patients, le personnel et les visiteurs.
Les équipes d'urgence WRVS prêter main-forte aux services professionnels et au public lors de catastrophes majeures tels que l'attentat de Lockerbie, la tragédie de Hillsborough, l'explosion du dépôt de carburant de Buncefield et les inondations de juillet 2007 en mettant en place de centres d'hébergement et en fournissant des rations alimentaires d'urgence au public, aux équipes de lutte contre les incendies et à la police.
En 2004, le nom de l'organisation a été changé de Women’s Royal Voluntary Service pour WRVS dans une tentative de moderniser son image et en partie en reconnaissance du fait que 11 % de ses 60 000 bénévoles sont des hommes.
Aujourd'hui, cet organisme de bienfaisance reçoit de moins en moins de financement du gouvernement ou des autorités locales et doit compter sur les dons de particuliers et d'entreprises afin de continuer à offrir ces services vitaux.

## Sources
- Katharine Bentley Beauman (1977), Green Sleeves: the story of WVS/WRVS, London : Seeley Service & Co. Extensively plagiarised in this article [Abondamment plagié dans cet article].